# 1596
Il 1596 (MDXCVI in numeri romani) è un anno bisestile del XVI secolo.

## Eventi
- La Confraternita delle Stimmate di San Francesco ebbe da Ferdinando I de' Medici il locale che destinò a Oratorio delle Stimmate, a Firenze
- La Chiesa di Borgo del Ponte venne consacrata dal Vescovo e Conte di Luni e di Sarzana, Giovan Battista Salvago
- Introduzione del pomodoro in Italia.

## Nati

### Gennaio
- 13 gennaio - Jan van Goyen, pittore olandese († 1656)

### Febbraio
- 2 febbraio - Jacob van Campen, architetto e artista olandese († 1657)

### Marzo
- 1º marzo - Federico di Sassonia-Weimar, duca e militare tedesco († 1622)
- 10 marzo - Maria Elisabetta Vasa, principessa svedese († 1618)
- 14 marzo - Bonaventura Teuli, arcivescovo cattolico italiano († 1670)
- 16 marzo - Camillo Gavasetti, pittore italiano († 1630)
- 16 marzo - Ebba Brahe, nobile svedese († 1674)
- 24 marzo - Elisabetta d'Assia-Kassel, principessa tedesca († 1625)
- 26 marzo - Caterina Enrichetta di Borbone, nobile francese († 1663)
- 26 marzo - Ogasawara Tadazane, militare giapponese († 1667)
- 31 marzo - Cartesio, filosofo e matematico francese († 1650)

### Maggio
- 9 maggio - Abraham van Diepenbeeck, pittore e illustratore fiammingo († 1675)

### Giugno
- 5 giugno - Peter Wtewael, pittore olandese († 1660)
- 17 giugno - Giovanni Ambrogio Marini, scrittore italiano († 1668)
- 23 giugno - Johan Banér, militare svedese († 1641)
- 29 giugno - Go-Mizunoo, imperatore giapponese († 1680)

### Luglio
- 1º luglio - Bertuccio Valier, politico e diplomatico italiano († 1658)
- 22 luglio - Michele di Russia, sovrano († 1645)

### Agosto
- 10 agosto - Lorentz Eichstadt, medico e astronomo tedesco († 1660)
- 18 agosto - Jean Bolland, gesuita e storico belga († 1665)
- 19 agosto - Elisabetta Stuart, principessa scozzese († 1662)
- 26 agosto - Federico V del Palatinato, re († 1632)

### Settembre
- 3 settembre - Nicola Amati, liutaio italiano († 1684)
- 4 settembre - Constantijn Huygens, scrittore, diplomatico e compositore olandese († 1687)
- 13 settembre - Franz von Hatzfeld, vescovo cattolico tedesco († 1642)
- 14 settembre - Juan del Castillo, missionario e gesuita spagnolo († 1628)
- 20 settembre - Antonio Marenzi, vescovo cattolico italiano († 1662)
- 23 settembre - Joan Blaeu, cartografo olandese († 1673)
- 27 settembre - Luca Olstenio, umanista, geografo e storico tedesco († 1661)
- 29 settembre - Arcangela Paladini, pittrice, cantante e poetessa italiana († 1622)
- 30 settembre - Ippolito Aldobrandini, cardinale italiano († 1638)
- 30 settembre - Alessandro Bichi, cardinale e vescovo cattolico italiano († 1657)

### Ottobre
- 1º ottobre - Cesare Dandini, pittore italiano († 1657)
- 29 ottobre - Antonio Glielmo, teologo italiano († 1644)

### Novembre
- 5 novembre - Carlo II d'Elbeuf, duca francese († 1657)
- 6 novembre - Jeanne Chézard de Matel, religiosa francese († 1670)
- 21 novembre - René de Voyer de Paulmy d'Argenson, politico francese († 1651)

### Dicembre
- 4 dicembre - Orsola Caccia, religiosa e pittrice italiana († 1676)
- 4 dicembre - Nicolas Perrey, incisore e pittore francese († 1661)
- 12 dicembre - Edward Osborne, politico inglese († 1647)
- 14 dicembre - Pier Francesco Filonardi, vescovo cattolico italiano († 1662)
- 17 dicembre - Giovanni Casimiro di Anhalt-Dessau, principe tedesco († 1660)
- 19 dicembre - Matsudaira Nobutsuna, militare giapponese († 1662)
- 21 dicembre - Pietro Mogila, vescovo ortodosso moldavo († 1646)
- 21 dicembre - Tommaso Francesco di Savoia, principe italiano († 1656)
- 24 dicembre - Leonard Bramer, pittore e disegnatore olandese († 1674)
- 27 dicembre - Bohdan Chmel'nyc'kyj, militare ucraino († 1657)

### Senza giorno specificato
- Luigi Emanuele di Valois-Angoulême, nobile francese († 1653)
- Gabriel Adarzo de Santander, arcivescovo cattolico spagnolo († 1674)
- Moïse Amyraut, teologo francese († 1664)
- Francesco Arcudi, vescovo cattolico italiano († 1641)
- Francesco Barbarano de' Mironi, religioso e storico italiano († 1656)
- Domenico Basile, scrittore e poeta italiana († 1633)
- Paolo Biancucci, pittore italiano († 1650)
- Francesco Buonamici, architetto e pittore italiano († 1677)
- Thomas Butler, visconte di Thurles, nobile irlandese († 1619)
- Lucio Camarra, storico italiano († 1656)
- Francesco Campitelli, nobile e politico italiano († 1668)
- Alessandro Casella, scultore e stuccatore svizzero († 1657)
- Angelo Castellari, vescovo cattolico italiano († 1640)
- Giuseppe Donzelli, nobile, farmacista e storico italiano († 1670)
- John Dury, religioso e scrittore scozzese († 1680)
- Jacob Golius, orientalista e matematico olandese († 1667)
- Alfonso Gonzaga, condottiero italiano († 1659)
- Juan van der Hamen, pittore spagnolo († 1631)
- Onorato Honorati, vescovo cattolico italiano († 1683)
- Horio Tadaharu, militare giapponese († 1633)
- Jürg Jenatsch, militare e politico svizzero († 1639)
- Thomas de Keyser, pittore e architetto olandese († 1667)
- Isaac La Peyrère, filosofo francese († 1676)
- Saul Levi Morteira, rabbino olandese († 1660)
- John Lindsay, XVII conte di Crawford, politico scozzese († 1678)
- Francisco Macedo, teologo, filosofo e francescano portoghese († 1681)
- Marco Marchiani, vescovo cattolico italiano († 1663)
- Giovanna di Monaco, principessa monegasca († 1620)
- Ascanio II Piccolomini, arcivescovo cattolico italiano († 1671)
- Francisco Romero, arcivescovo cattolico italiano († 1635)
- Pierfrancesco Scarampi, religioso italiano († 1656)
- Alessandro Sergardi, vescovo cattolico italiano († 1649)
- Jacques Stella, pittore francese († 1657)
- Antoine de Ville, ingegnere militare francese († 1656)
- Edmund Wingate, matematico e giurista britannico († 1656)
- Alessandro Zilioli, storiografo, letterato e poeta italiano († 1645)
- Semiz Mehmed Pascià, politico ottomano († 1646)
- Jacob van Es, pittore fiammingo († 1666)

## Morti

### Gennaio
- 4 gennaio - Cristóbal de Mondragón, generale spagnolo (n. 1514)
- 14 gennaio - Gianfrancesco Morosini, cardinale italiano (n. 1537)
- 20 gennaio - Ferrante Caracciolo, I duca di Airola, nobile e militare italiano
- 28 gennaio - Francis Drake, corsaro, navigatore e politico inglese (n. 1540)

### Febbraio
- 7 febbraio - Giorgio I d'Assia-Darmstadt (n. 1547)
- 15 febbraio - Louis de Berlaymont, arcivescovo cattolico belga (n. 1542)
- 19 febbraio - Blaise de Vigenère, diplomatico, crittografo e traduttore francese (n. 1523)
- 25 febbraio - David Aichler, abate tedesco (n. 1545)
- 26 febbraio - Scipione di Manzano, umanista e letterato italiano (n. 1560)
- 29 febbraio - Pietro degli Angeli, umanista italiano (n. 1517)

### Marzo
- 31 marzo - Francesco Ciceri, insegnante e letterato svizzero (n. 1521)

### Aprile
- 3 aprile - Koca Sinan Pascià, militare e politico ottomano (n. 1506)

### Maggio
- 6 maggio - Giaches de Wert, compositore fiammingo
- 6 maggio - Caterina Maria di Guisa, nobile (n. 1552)
- 29 maggio - Filippo Sega, cardinale italiano (n. 1537)

### Giugno
- 21 giugno - Jean Liébault, medico e agronomo francese (n. 1535)

### Luglio
- 10 luglio - Alessandro Alberti, pittore italiano (n. 1551)
- 15 luglio - Giuseppe Valeriano, pittore, architetto e gesuita italiano (n. 1542)
- 19 luglio - Francis Knollys, nobile inglese (n. 1514)
- 23 luglio - Henry Carey, I barone Hunsdon, nobile britannico (n. 1525)

### Agosto
- 9 agosto - Cristoforo Castelletti, drammaturgo e poeta italiano
- 11 agosto - Gonzalo Argote de Molina, storico spagnolo (n. 1548)

### Settembre
- 2 settembre - Giovanni Maria Zappi, storico e biografo italiano (n. 1519)
- 6 settembre - Diomede della Corgna, nobile e politico italiano (n. 1547)
- 9 settembre - Anna Jagellona, sovrana polacca (n. 1523)
- 14 settembre - Francisco de Toledo Herrera, gesuita e cardinale spagnolo (n. 1532)
- 23 settembre - Johannes Opsopoeus, filologo e medico tedesco (n. 1556)
- 25 settembre - Sarkis Rizzi, patriarca cattolico libanese
- 28 settembre - Margaret Clifford, contessa britannica (n. 1540)

### Novembre
- 1º novembre - Pierre Pithou, scrittore francese (n. 1539)
- 9 novembre - George Peele, drammaturgo inglese (n. 1556)
- 16 novembre - Akizuki Tanezane, militare giapponese (n. 1548)

### Dicembre
- 1º dicembre - Albertino Bottoni, medico e filosofo italiano
- 17 dicembre - Sakai Tadatsugu, militare giapponese (n. 1527)
- 20 dicembre - Paolo Fiammingo, pittore fiammingo
- 22 dicembre - Rocco Guerrini, militare e architetto italiano (n. 1525)
- 23 dicembre - Hattori Hanzō, condottiero e militare giapponese (n. 1541)
- 30 dicembre - Manuel de Sá, biblista e gesuita portoghese (n. 1530)

### Senza giorno specificato
- Adam, pittore polacco
- Tiberio Alfarano, letterato, storico dell'arte e presbitero italiano (n. 1525)
- Andrea di Mariotto del Minga, pittore italiano (n. 1540)
- Bakshi Banu Begum, principessa indiana (n. 1540)
- Domenico Basa, tipografo italiano
- Domenico Bertacchi, medico italiano
- Jean Bodin, filosofo, economista e giurista francese (n. 1529)
- Giovanni Battista Cairati, architetto italiano
- Carletto Caliari, pittore italiano (n. 1570)
- Vincenzo Carrari, letterato e storico italiano (n. 1539)
- Bernardino Contin, scultore e architetto svizzero (n. 1530)
- Paolo Foglietta, poeta italiano (n. 1520)
- Gabriele I di Costantinopoli, arcivescovo ortodosso greco
- Simone Genga, architetto italiano (n. 1530)
- Girolamo Pico Fonticulano, architetto, matematico e urbanista italiano (n. 1541)
- George Gower, pittore inglese
- Karin Hansdotter,  svedese (n. 1539)
- Daniel Heintz il Vecchio, architetto e scultore svizzero
- Isabella di Challant, nobile italiana (n. 1531)
- Taddeo Landini, scultore e architetto italiano
- John Lesley, vescovo cattolico scozzese (n. 1527)
- Luis López, teologo spagnolo (n. 1520)
- Giovanni Battista Mosto, compositore italiano
- No Keo Kuman, sovrano laotiano (n. 1571)
- Robert Norman, marinaio britannico (n. 1560)
- Benedetto Nucci, pittore italiano (n. 1515)
- Virginio Orsini, militare italiano (n. 1567)
- Pellegrino Tibaldi, architetto e pittore italiano (n. 1527)
- Juan Pérez de Moya, matematico e scrittore spagnolo (n. 1512)
- Alessandro Scalzi, pittore italiano
- Hamnet Shakespeare,  inglese (n. 1585)
- Carvajal Simoncelli, vescovo cattolico italiano
- Sigismundus Suevus, matematico e teologo tedesco (n. 1526)
- Dario Varotari il Vecchio, pittore e architetto italiano (n. 1539)

## Calendario
| Calendario 1596 | Calendario 1596 | Calendario 1596 | Calendario 1596 | Calendario 1596 | Calendario 1596 | Calendario 1596 | Calendario 1596 | Calendario 1596 | Calendario 1596 | Calendario 1596 | Calendario 1596 | Calendario 1596 | Calendario 1596 | Calendario 1596 | Calendario 1596 | Calendario 1596 | Calendario 1596 | Calendario 1596 | Calendario 1596 | Calendario 1596 | Calendario 1596 | Calendario 1596 | Calendario 1596 | Calendario 1596 | Calendario 1596 | Calendario 1596 | Calendario 1596 | Calendario 1596 | Calendario 1596 | Calendario 1596 | Calendario 1596 | Calendario 1596 |
| --------------- | --------------- | --------------- | --------------- | --------------- | --------------- | --------------- | --------------- | --------------- | --------------- | --------------- | --------------- | --------------- | --------------- | --------------- | --------------- | --------------- | --------------- | --------------- | --------------- | --------------- | --------------- | --------------- | --------------- | --------------- | --------------- | --------------- | --------------- | --------------- | --------------- | --------------- | --------------- | --------------- |
|                 | 1               | 2               | 3               | 4               | 5               | 6               | 7               | 8               | 9               | 10              | 11              | 12              | 13              | 14              | 15              | 16              | 17              | 18              | 19              | 20              | 21              | 22              | 23              | 24              | 25              | 26              | 27              | 28              | 29              | 30              | 31              |                 |
| Gennaio         | Lu              | Ma              | Me              | Gi              | Ve              | Sa              | Do              | Lu              | Ma              | Me              | Gi              | Ve              | Sa              | Do              | Lu              | Ma              | Me              | Gi              | Ve              | Sa              | Do              | Lu              | Ma              | Me              | Gi              | Ve              | Sa              | Do              | Lu              | Ma              | Me              |                 |
| Febbraio        | Gi              | Ve              | Sa              | Do              | Lu              | Ma              | Me              | Gi              | Ve              | Sa              | Do              | Lu              | Ma              | Me              | Gi              | Ve              | Sa              | Do              | Lu              | Ma              | Me              | Gi              | Ve              | Sa              | Do              | Lu              | Ma              | Me              | Gi              |                 |                 |                 |
| Marzo           | Ve              | Sa              | Do              | Lu              | Ma              | Me              | Gi              | Ve              | Sa              | Do              | Lu              | Ma              | Me              | Gi              | Ve              | Sa              | Do              | Lu              | Ma              | Me              | Gi              | Ve              | Sa              | Do              | Lu              | Ma              | Me              | Gi              | Ve              | Sa              | Do              |                 |
| Aprile          | Lu              | Ma              | Me              | Gi              | Ve              | Sa              | Do              | Lu              | Ma              | Me              | Gi              | Ve              | Sa              | Do              | Lu              | Ma              | Me              | Gi              | Ve              | Sa              | Do              | Lu              | Ma              | Me              | Gi              | Ve              | Sa              | Do              | Lu              | Ma              |                 |                 |
| Maggio          | Me              | Gi              | Ve              | Sa              | Do              | Lu              | Ma              | Me              | Gi              | Ve              | Sa              | Do              | Lu              | Ma              | Me              | Gi              | Ve              | Sa              | Do              | Lu              | Ma              | Me              | Gi              | Ve              | Sa              | Do              | Lu              | Ma              | Me              | Gi              | Ve              |                 |
| Giugno          | Sa              | Do              | Lu              | Ma              | Me              | Gi              | Ve              | Sa              | Do              | Lu              | Ma              | Me              | Gi              | Ve              | Sa              | Do              | Lu              | Ma              | Me              | Gi              | Ve              | Sa              | Do              | Lu              | Ma              | Me              | Gi              | Ve              | Sa              | Do              |                 |                 |
| Luglio          | Lu              | Ma              | Me              | Gi              | Ve              | Sa              | Do              | Lu              | Ma              | Me              | Gi              | Ve              | Sa              | Do              | Lu              | Ma              | Me              | Gi              | Ve              | Sa              | Do              | Lu              | Ma              | Me              | Gi              | Ve              | Sa              | Do              | Lu              | Ma              | Me              |                 |
| Agosto          | Gi              | Ve              | Sa              | Do              | Lu              | Ma              | Me              | Gi              | Ve              | Sa              | Do              | Lu              | Ma              | Me              | Gi              | Ve              | Sa              | Do              | Lu              | Ma              | Me              | Gi              | Ve              | Sa              | Do              | Lu              | Ma              | Me              | Gi              | Ve              | Sa              |                 |
| Settembre       | Do              | Lu              | Ma              | Me              | Gi              | Ve              | Sa              | Do              | Lu              | Ma              | Me              | Gi              | Ve              | Sa              | Do              | Lu              | Ma              | Me              | Gi              | Ve              | Sa              | Do              | Lu              | Ma              | Me              | Gi              | Ve              | Sa              | Do              | Lu              |                 |                 |
| Ottobre         | Ma              | Me              | Gi              | Ve              | Sa              | Do              | Lu              | Ma              | Me              | Gi              | Ve              | Sa              | Do              | Lu              | Ma              | Me              | Gi              | Ve              | Sa              | Do              | Lu              | Ma              | Me              | Gi              | Ve              | Sa              | Do              | Lu              | Ma              | Me              | Gi              |                 |
| Novembre        | Ve              | Sa              | Do              | Lu              | Ma              | Me              | Gi              | Ve              | Sa              | Do              | Lu              | Ma              | Me              | Gi              | Ve              | Sa              | Do              | Lu              | Ma              | Me              | Gi              | Ve              | Sa              | Do              | Lu              | Ma              | Me              | Gi              | Ve              | Sa              |                 |                 |
| Dicembre        | Do              | Lu              | Ma              | Me              | Gi              | Ve              | Sa              | Do              | Lu              | Ma              | Me              | Gi              | Ve              | Sa              | Do              | Lu              | Ma              | Me              | Gi              | Ve              | Sa              | Do              | Lu              | Ma              | Me              | Gi              | Ve              | Sa              | Do              | Lu              | Ma              |                 |